# Zegna
Ermenegildo Zegna N.V., även känt som Ermenegildo Zegna Group eller endast Zegna, är ett nederländsk-italienskt multinationellt modeföretag som tillverkar och säljer accessoarer, konfektion, parfym och skor. De har verksamheter i 80 länder världen över och förfogar över 297 butiker (245 med varumärket Zegna och 52 med varumärket Thom Browne). Ermenegildo Zegna äger också 15% av det amerikanska modehuset Tom Ford SA.
Företaget grundades 1910 i Trivero av Ermenegildo Zegna med hjälp av bröderna Edoardo Zegna och Mario Zegna. År 2006 inledde företaget samarbete med Tom Ford SA. År 2018 köpte de ett annat amerikanskt modehus vid namn Thom Browne för en halv miljard amerikanska dollar. Den 20 december 2021 blev företaget ett publikt aktiebolag och aktierna började handlas på New York Stock Exchange (NYSE).
Ermenegildo Zegna är registrerat i Amsterdam i Nederländerna medan huvudkontoret ligger fortfarande kvar i Trivero.